# Rochedo
Rochedo è un comune del Brasile nello Stato del Mato Grosso do Sul, parte della mesoregione della Centro-Norte de Mato Grosso do Sul e della microregione di Campo Grande.